# Neesen
Neesen ist ein Ortsteil der Stadt Porta Westfalica im Kreis Minden-Lübbecke im ostwestfälischen Teil Nordrhein-Westfalens. Es hat 2380 Einwohner und liegt am rechten Ufer der Weser zwischen der Porta Westfalica und der Kreisstadt Minden.

## Geschichte
Neesen war ein kleines Bauerndorf, das früher Nisinun hieß, was so viel wie „nass“ oder „Wasser“ bedeutet. Es lag an der einzigen Straße am rechten Weserufer zwischen Minden und dem Wesergebirge. In dieser sumpfigen Gegend lief diese Straße direkt am Ufer und bot dort auch die Möglichkeit neben einem Floßplatz eine Schiffmühle anzulegen.
Neesen gehörte bis zu den Napoleonischen Kriegen zur Vogtei Übernstieg im Amt Hausberge des Fürstentums Minden. Der Ort gehörte von 1807 bis 1813 zum Kanton Hausberge des napoleonischen Satellitenstaats Königreich Westphalen und kam 1816 zum neuen Kreis Minden. 1818 wurden 278 Einwohner gezählt, danach blühte das Dorf durch Anschluss an die Strecke der Köln-Mindener Eisenbahn-Gesellschaft, dem damit verbundenen Bodenverkauf und den Steinbrüchen im Wesergebirge auf. 1911 war die Bevölkerung schon auf 2074 gestiegen. Es entstanden repräsentative Herrenhäuser, von denen heute acht unter Denkmalschutz stehen.

### Konzentrationslager
In der Gemeinde Neesen gab es zwischen September 1944 und April 1945 ein Konzentrationslager, das dem KZ Neuengamme unterstand. Das Lager war auf der Fläche des heutigen Betonwerks Weber errichtet worden. Dort war die wegen der bedrohlichen Frontlage aus Holland evakuierte Firma Klöckner Flugmotorenbau GmbH unter dem Decknamen Firma Bense & Co. BMW-Flugzeugmotoren (Typ BMW 801) untergekommen, die diese von KZ-Häftlingen reparieren ließ. Die etwa 500 Häftlinge stammten aus der Sowjetunion, Polen, der Tschechoslowakei, Frankreich, Belgien, Holland, Griechenland, Jugoslawien und Dänemark. Etwa 300 von ihnen waren im Dezember 1944 aus Auschwitz gekommen. Am 1. April 1945 wurde das Konzentrationslager wegen der unmittelbaren Nähe der Alliierten evakuiert und die Häftlinge in Güterwaggons in andere Lager transportiert.
Siehe hierzu auch: Jakobsberg (Porta Westfalica)

### Eingemeindung
Bis 1972 bildete Neesen eine Gemeinde im Amt Hausberge des Kreises Minden. Am 1. Januar 1973 wurde Neesen mit 2613 Einwohnern, die auf einer Fläche von 3,35 km² lebten, in die neue Stadt Porta Westfalica eingegliedert. Eine unbewohnte Fläche von 1,73 km² wechselte nach Minden. Zunächst hatte die Stadt Minden am 27./29. September 1971 einen Gebietsveränderungsvertrag geschlossen, dem zufolge ein größerer Teil der Gemeinde nach Minden eingemeindet werden sollte. Dieser Vertrag fand dann beim Gesetzgeber keine Berücksichtigung mehr.

## Wirtschaft

### Ansässige Unternehmen
In Neesen ist die Müllerei und der damit traditionell verbundene Mühlenbau vertreten. So findet sich an der alten Windmühle die aus derselben entstandene Firma CHRISTIAN VAHRENHORST Porta Mühle. Und im Dorf gibt es noch die traditionelle Mühlenbauanstalt Baumgarten beziehungsweise deren Nachfolger.
Eines der bekanntesten mittelständischen Unternehmen in Neesen ist die Bernstein AG, einem Anbieter für industrielle Sicherheits- und Gehäusetechnik. Die Firma siedelte dort Anfang der 50er Jahre an, baute dann aber in der Region weitere Standorte auf. Die Verwaltung der Bernstein AG hat ihren Sitz heute in Porta Westfalica Hausberge. In Neesen am ehemaligen Gründungsstandort befand sich zunächst eine Fertigungshalle für Maschinenbauteile, diese wurde jedoch zeitweilen abgerissen und dort Mietwohnungen errichtet.

## Vereine

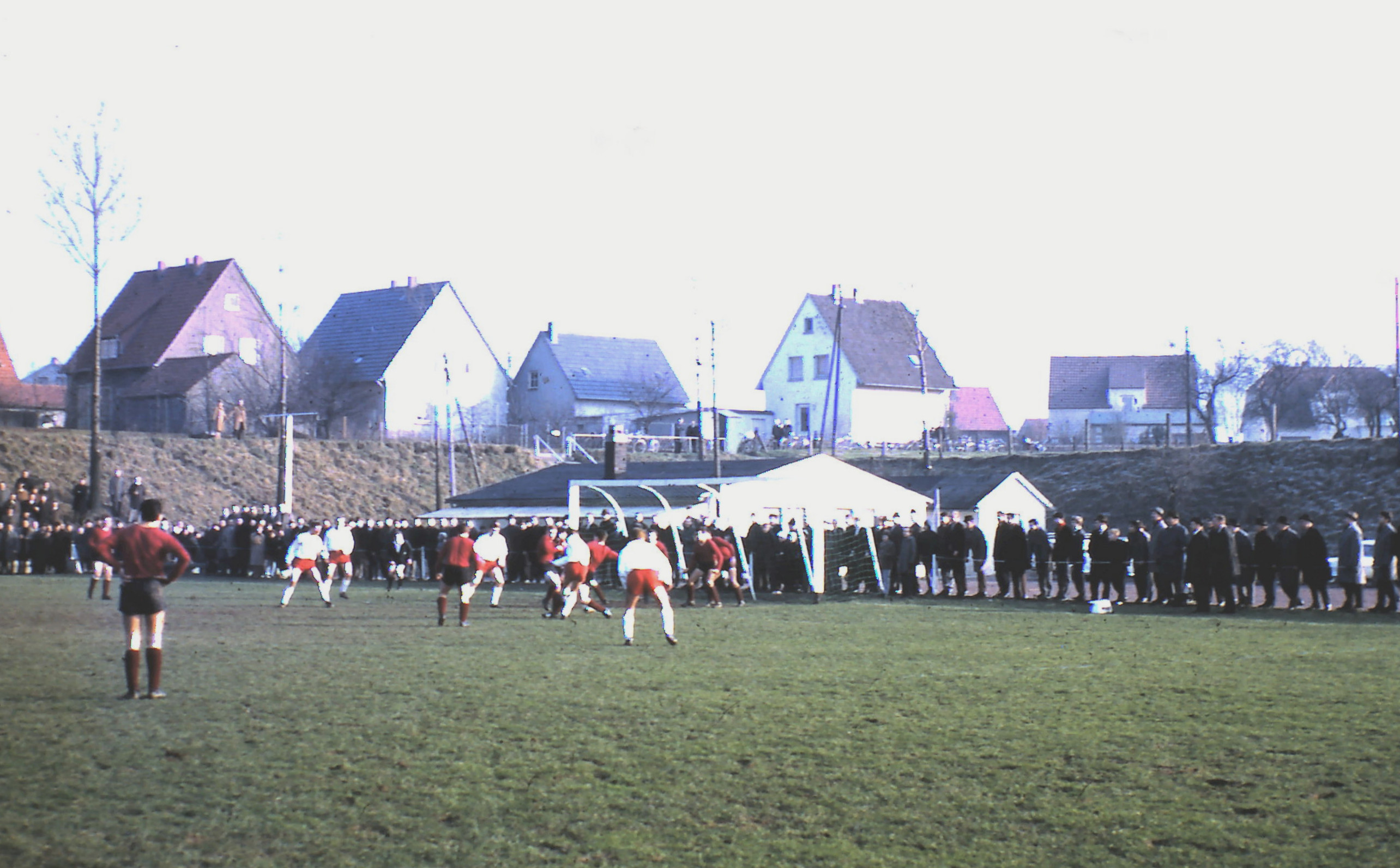
Sportplatz Neesen, 1967

### Sportvereine
Der TuS Porta Westfalica entstand 1976 aus der Fusion des TuS Nammen mit dem SV Porta Neesen. Weitere Sportvereine sind der Sportschützenverein Neesen e. V., der Tennis-Sport-Club Porta e. V. und der TV Jahn Neesen von 1892 e. V.

### Weitere Vereine
Weitere Vereine sind Aquarius Motorbootverein Neesen/Lerbeck e. V., der Reitverein Neesen und der Verein der Gartenfreunde Neesen. Im Schützenwesen gibt es das Bürgerbataillon Neesen.

## Verkehr
Neesen wurde durch die Chaussee von Minden über Lerbeck nach Hausberge erschlossen, die heute noch am Ufersaum mit Bäumen von einem der Naturgegebenheiten (Höhenprofil, Baumbewuchs) angepassten Straßenbau zeugt. Hier verkehrten die ersten Öffentlichen Verkehrsmittel und stellten eine Verbindung am rechten Weserufer zwischen der Norddeutschen Tiefebene mit der Weserfurt Minden und dem Weserbergland durch den Engpass Porta Westfalica dar.
Die Köln Mindener Eisenbahn durchschneidet das Dorf ohne Haltepunkt, es finden sich aber einige Rangiergleise und Stellwerke um den alten abzweigenden Verkehr über die Grüne Brücke Neesen, eine Eisenbahnbrücke nach Dützen zur Eisenerzgrube zu organisieren. Die Stichstrecke der Eisenbahn wird heute nicht mehr genutzt. Die Eisenbahnbrücke über die Weser verfällt. Es werden immer wieder Überlegungen angestellt hier einen Fahrradweg anzulegen.